# 绛县文庙
绛县文庙，位于山西省运城市绛县城内紫金山路西侧，现为绛县博物馆，已列为中华人民共和国全国重点文物保护单位。

## 历史
绛县文庙始建于五代后唐长兴三年（932年），历代均有修缮。

## 建筑
绛县文庙原为符合礼制的庞大建筑群，自南向北的中轴线上，原有棂星门、大成门、过厅、大成殿、明伦堂，两侧还有名宦祠、乡贤祠、崇圣祠、麟经楼、文昌阁等。现在仅存明代遗构大成殿和清代建筑明伦堂。前院已辟为广场。大成殿面阔、进深均为三间，单檐歇山顶，檐下密布斗拱。

## 保护
2004年6月10日，绛县文庙由山西省人民政府公布为第四批山西省文物保护单位，编号4-145。
2013年3月5日，绛县文庙由中华人民共和国国务院公布为第七批全国重点文物保护单位，编号7-0854-3-152。 